# Gnjilane (region)
Gnjilane – region w Kosowie, stworzony w 1999 roku, przez administrację ONZ (UNMIK).
Region dzieli się na 7 gmin:
- Komuna e Ferizajit / Opština Uroševac
- Komuna e Gjilanit / Opština Gnjilani
- Komuna e Kaçanikut / Opština Kačanik
- Komuna e Kamenicës / Opština Kamenica
- Komuna e Novobërdës / Opština Novo Brdo
- Komuna e Shtërpcës / Opština Štrpce
- Komuna e Vitisë / Opština Vitina